# Windschirm

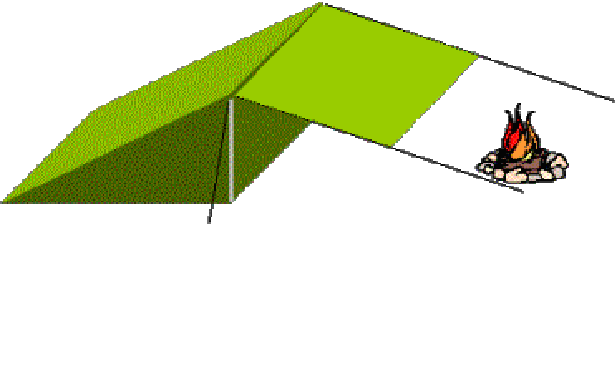
Moderner Windschirm (Modell)

Der Windschirm ist ein gegen die Hauptwindrichtung errichteter oder aufgestellter, schräger Schutz vor dem Wetter. Da kein Raum vollständig umschlossen wird, handelt es sich im engen Sinne nicht um ein Gebäude. Eine moderne Form ist die Strandmuschel.

## Geschichte

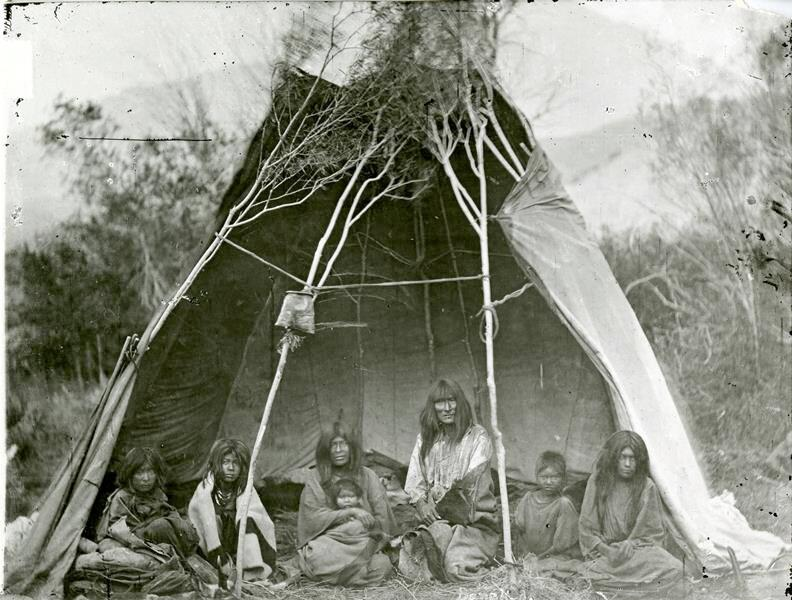
Ramada-Windschirm der Tukudika-Shoshone (die Segeltuchplane ist ein Einfluss vom Plains-Tipi)

Für Eurasien und Teile Südamerikas sehen manche Wissenschaftler die Windschirme als eine Vor- oder Parallelstufe von Zelt und Hütte. Der aus einfachem Material erstellte Schutz für die Lagerstatt und das Lagerfeuer könnte nomadisierenden Wildbeutern gedient haben. Zwei solcher Unterkünfte kann man im archäologischen Freilichtmuseum in Asparn an der Zaya in Niederösterreich sehen. Mit ihnen beginnt die Abfolge von Wohnbauten aus prähistorischer Zeit.
Bei den Windschirmen in Asparn handelt es sich nicht um Rekonstruktionen, da solche Schutzdächer archäologisch nicht nachgewiesen sind. Vielmehr illustrieren sie die Hypothese, dass Menschen der Altsteinzeit sich solcher Schutzvorrichtungen bedient haben könnten. Laut Franz Hampl, dem früheren Museumsdirektor, sind sie Denkmodelle. Hier stand die Völkerkunde Pate, die Windschirme bei Wildbeutern (etwa die Ramadas westlicher Indianervölker) kennt, die durch ein Minimum an materieller Kultur charakterisiert sind.